# Кейптаунский прайд-парад
Кейптаунский прайд-парад (англ. Cape Town Pride) — ежегодное ЛГБТ-мероприятие, проходящее в Кейптауне с 2001 года. Фестиваль является крупнейшим событием ЛГБТ-культуры не только Южно-Африканской Республики, но и Африки в целом.
Сам фестиваль стал первым подобным событием со времен падения в стране режима апартеида. Прайд-парад обычно начинается в конце февраля и представляет собой неделю вечеринок, спортивных и культурных мероприятий.
Кейптаунский прайд-парад проходит ежегодно, однако в 2003 году он не проводился. Растущий в последние несколько лет интерес к фестивалю привлекает все больше участников, в том числе из других стран.
Ежегодно фестиваль посвящяется определенной теме. Так в 2006 году темой фестиваля стало «Единство культур», в 2007 году — «Карнавал Любви», в 2009-м — «Кейптаун объединяет Культуры», а в 2011 году «Любовь во всем многообразии».
В декабре 2010 года ЛГБТ-сообщества Южной Африки продемонстрировали официальный южноафриканский гей-флаг. Флаг был создан и разработан жителями Кейптауна Генри Бантжесом и Эженом Брокманом.